# Моржик чорногорлий
Моржик чорногорлий (Synthliboramphus antiquus) — вид морських птахів родини алькових (Alcidae).

## Поширення
Птах поширений на півночі Тихого океану. Гніздиться на островах та скелястих берегах Жовтого моря, Далекого Сходу Росії, на Алеутських островах, островах Хайда-Гваї (Канада), де гніздиться близько половини світової популяції, і на південь до південного узбережжя Каліфорнії (США). На зимівлю мігрує до Китаю, Японії та Каліфорнії, при чому значна частина американської популяції перелітає до Азії.

## Опис
Невеликий птах, завдовжки 24-27, вагою 170—240 г. Верхня частина тіла сіра, нижня біла. Голова маленька, чорного кольору. На боках шиї влітку є білі смужки. Дзьоб тонкий, жовтого кольору.

## Спосіб життя
У негніздовий період живе у відкритому морі. Живиться дрібною рибою, крилем та зоопланктоном. За здобиччю пірнає у воду. Розмножується на островах з густою рослинністю. Гніздиться у норах, викопаних у ґрунті, а також у щілинах та порожнинах скель. У кладці два яйця. Інкубація триває близько місяця. Через два-три дні після вилуплення пташенята залишають гніздо і під заклики батьків вирушають до моря. Після цього батьки годують пташенят впродовж місяця виключно у відкритому морі.

## Підвиди
- S. a. antiquus (Gmelin, 1789)
- S. a. microrhynchos (Stepanyan, 1972) — Командорські острови.